# Muhayyam al-Ashhahid Azmi
'Muhayyam al-Ashhahid Azmi (en árabe, الشهيد عزمي) es una ciudad en la gobernación de Irbid, en Jordania. Tiene una población de 25.034 habitantes (censo de 2015). Se encuentra a 80 km al norte de Amán  y 25 km al sureste de Irbid.